# Michel van der Plas
Michel van der Plas, pseudoniem van Bernardus Gerhardus Franciscus (Ben) Brinkel (Den Haag, 23 oktober 1927 – Leidschendam, 21 juli 2013) was een Nederlands dichter, schrijver, journalist, vertaler, tekstschrijver en samensteller van bloemlezingen. Hij debuteerde in 1947 met Dance for you.

## Levensloop
Van der Plas, die aanvankelijk priester wilde worden, studeerde tijdens de Tweede Wereldoorlog aan het Kleinseminarie Hageveld in Heemstede (1940-1946), een studie die vergelijkbaar was met het gymnasium. Uiteindelijk koos hij echter voor een leven als schrijver 'in de wereld'. In 1946-47 studeerde hij aan het Instituut Vermazen aan de Groothertoginnelaan te Den Haag, en legde het staatsexamen gymnasium A af. Daarna was hij student aan het Nederlands Opleidingsinstituut voor het Buitenland te Breukelen, het latere Nijenrode (1947-1949). 
Vanaf 1948, hij was toen 21, werkte hij vele jaren als redacteur kunst bij Elseviers Weekblad, waaraan hij meer dan veertig jaar verbonden bleef. Lange tijd was hij adjunct-hoofdredacteur. Omstreeks 1990 maakte hij deel uit van de culturele redactie. In 1992 werd hij 65, de toenmalige pensioengerechtigde leeftijd, en nam afscheid.

## De schrijver
Van der Plas begon met schrijven in het schoolblad van Hageveld. In 1947 debuteerde hij met vertalingen van Engelse poëzie en begon hij ook eigen gedichten te publiceren. Hij had een voorkeur voor sonnetten en sloot daarbij aan bij een eerdere dichtkunst, die in de jaren 1950 werd overvleugeld door de vrije regelval van de 'Vijftigers'. Toch heeft hij deze dichtvorm nooit vaarwel gezegd. Zijn bundel 'Vaderland' is daar een sprekend voorbeeld van.
Van der Plas is in brede kring bekend geworden als succesvol tekstschrijver voor het cabaret. Hij schreef voor Wim Sonneveld onder meer 'Frater Venantius' (1964) en  'Tearoom-tango' (1966) en voor Frans Halsema 'Voor haar' (1977). Daarnaast schreef hij teksten voor Gerard Cox, Henk Elsink, Conny Stuart, Wim Kan en het Lurelei-cabaret.
Ook verschenen van zijn hand biografieën over katholieke kopstukken als Guido Gezelle, Joseph Alberdingk Thijm en Anton van Duinkerken. Zijn letterkundige werk kenmerkt zich door een brede belezenheid in de Westerse literatuur en een overvloed aan katholieke thema’s. Dit laatste is terug te voeren op zijn sterke, zij het niet onkritische katholieke levensovertuiging en zijn opleiding aan het kleinseminarie Hageveld.
Van der Plas staat in de traditie van de katholieke jongeren, die voor en na de Tweede Wereldoorlog onder aanvoering van Anton van Duinkerken een belangrijke rol speelden in de Nederlandse letterkunde. De thematiek van Van der Plas komt niet toevallig overeen met die van Godfried Bomans. Bomans was wat ouder, maar de twee mannen zijn jarenlang goede vrienden geweest en naast andere biografieën heeft hij na diens plotse overlijden er ook een over hem geschreven.
Zijn verzamelde gedichten werden uitgegeven in 1974, maar ook daarna bleef hij dichten. Zo publiceerde hij in 1991 de bundel Vaderland, 38 sonnetten gewijd aan zijn vader.

## Privé
Michel van der Plas huwde in 1952 Cella de Jong. Hij kreeg een zoon, Theo, en drie kleinkinderen. Hij woonde lange tijd aan de Spiegelenburghlaan 12 in Aerdenhout, later in Leidschendam. Daar overleed hij op 21 juli 2013 thuis na een lang ziekbed. Hij is begraven op de Oosterbegraafplaats in Voorburg.

## Eerbewijzen

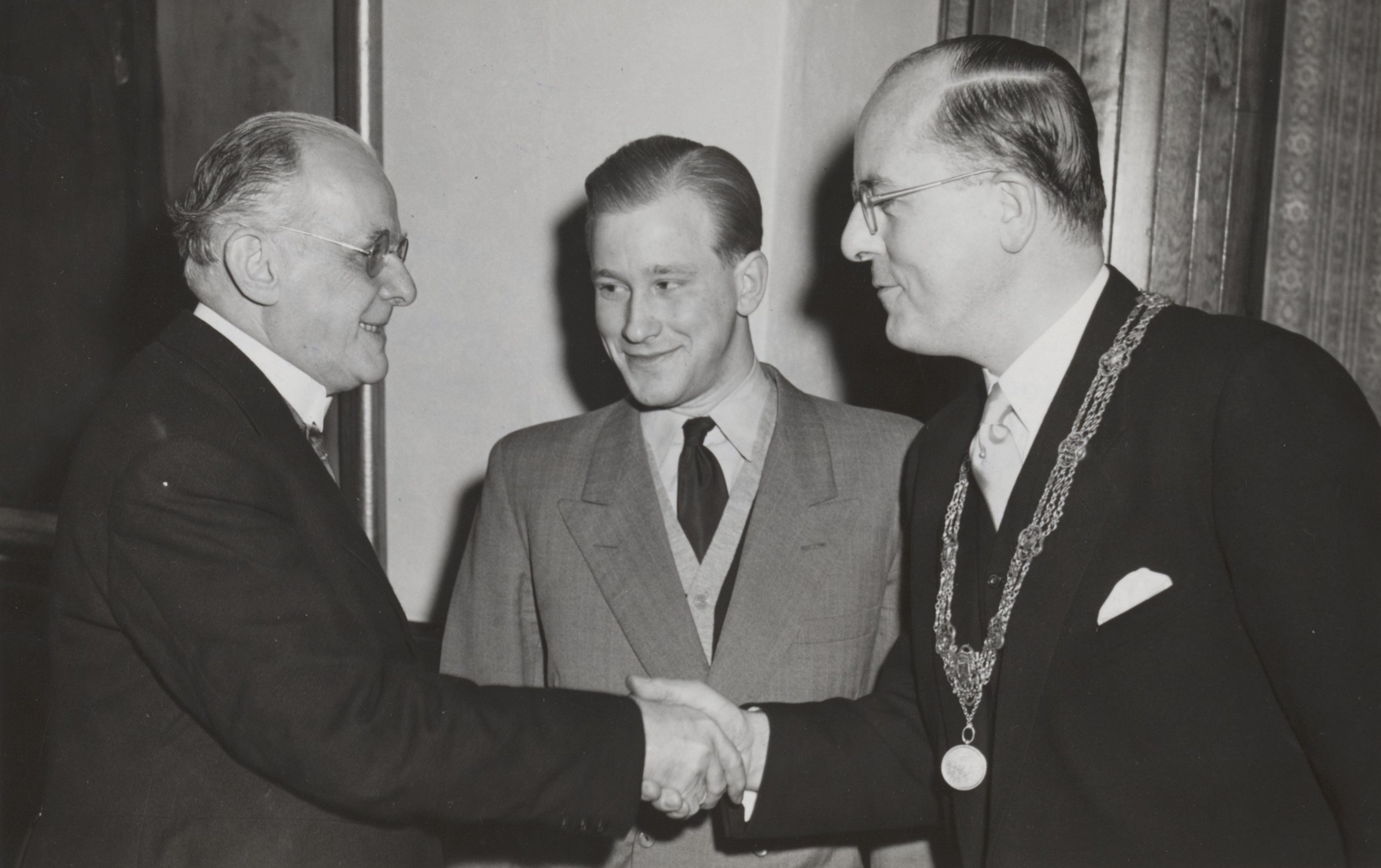
Van der Plas (midden) wint Jan Campert-prijs 1949

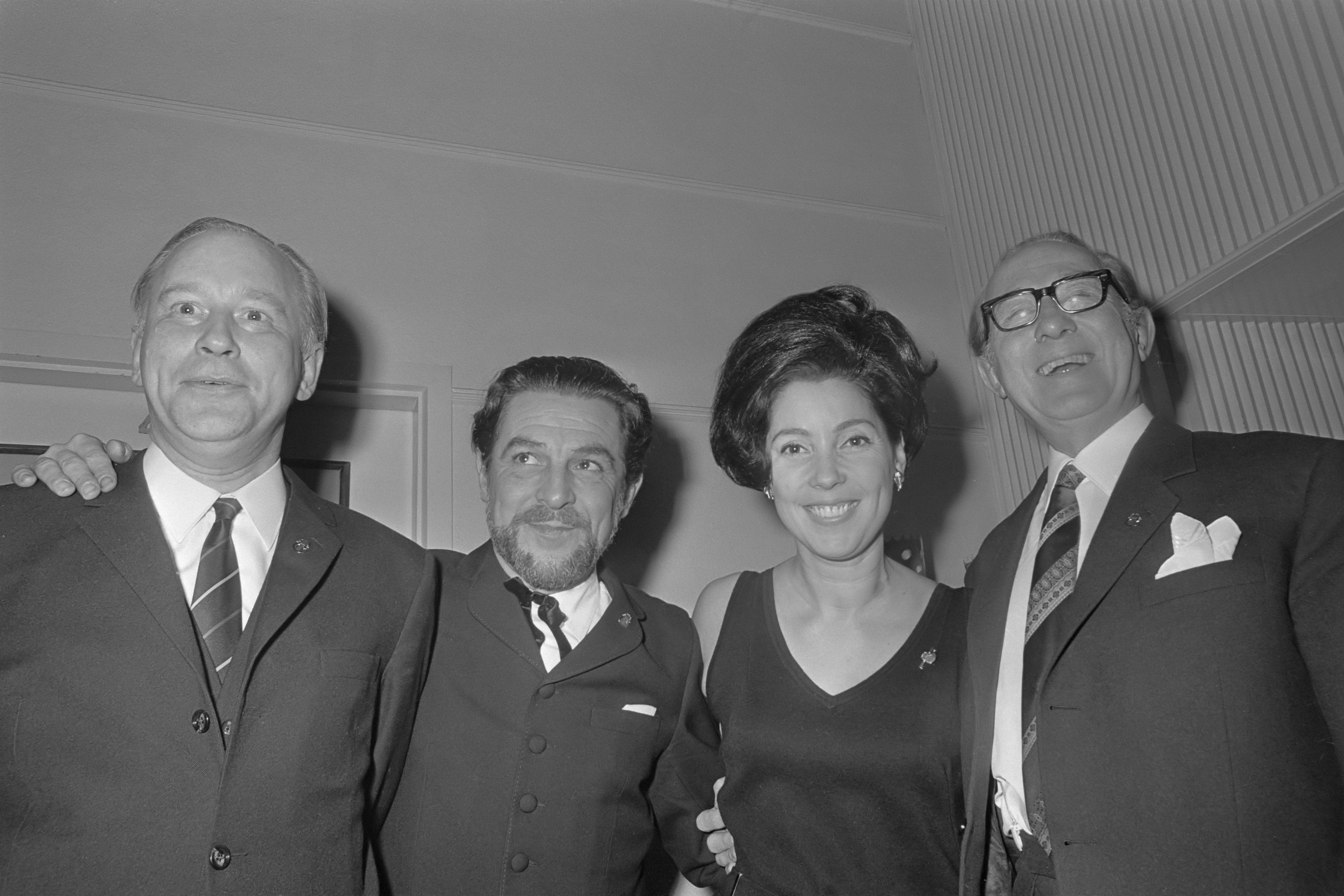
Uitreiking Gouden Harpen. V.l.n.r. Michel van der Plas, Wim Ibo, Corry Brokken en Herman Tholen (1968)

- 1949 Jan Campert-prijs voor zijn gedichtenbundel Going my way;
- 1968 Gouden Harp voor zijn cabaretteksten;
- 1976 Ridder in de Orde van Oranje Nassau;
- 1978 Tollensprijs voor zijn hele toenmalige oeuvre;
- 1988 Officier in de Leopoldsorde voor het actief uitdragen van zijn waardering en vriendschap voor België en het daardoor bevorderen van de wederzijdse samenwerking tussen Nederland en België;[5]
- 1991 Bisschop Zwartkruis-prijs voor zijn gehele oeuvre op cultureel, godsdienstig en literair gebied, en voor zijn bijdragen aan cabaret en journalistiek;[7]
- 1991 Prijs De Standaard voor zijn biografie Mijnheer  Gezelle[8];
- 1992 Lucas Oomsprijs of LOF-prijs voor zijn journalistieke werk;
- 1998 (oktober): eredoctoraat door de toenmalige Katholieke Universiteit Nijmegen;[9]
- 2004 (3 december): commandeur in de (pauselijke) Orde van Sint-Gregorius de Grote, voor zijn biografieën en zijn religieuze poëzie.

## Werken
De onderstaande lijst is samengesteld op basis van verschillende publicaties over de schrijver en pretendeert geen volledigheid. Met name ontbreken om praktische redenen (merendeels) gegevens over uitgever, plaats van uitgave, omvang en vermelding van eventuele herdrukken.
- Dance for You (verzen, 1947, 's-Gravenhage, A.A.M. Stols)
- I hear America singing (vertaalde Engelstalige poëzie van Walt Whitman, W.H. Auden, E.E. Cummings en T.S. Eliot, 1948)
- Als ik koning was (poëzie, 1948)
- Going my Way (poëzie, 1949)
- Psalm (rijmprent, met tekening door C.A.B. Bantzinger, uitg. Stols, 1950)
- De vlag van God (rijmprent, met tekening door C.A.B. Bantzinger, uitg. Foreholt, 1951)
- De schelp (poëzie, 1951)
- Bij het huwelijk van jkvre Cécile van Lennep en Haakon Severin Mathiesen op 24 mei 1952 te Warmond (poëzie, Elsevier 1952, 32 pp.)
- Twee emmertjes water halen. Een bloemlezing uit de Nederlandse waterstaatsliteratuur, voorafgegaan door een cultuurphilosophische inleiding, met medewerking van Eppo Doeve en Henk Badings (1952)
- Ergenshuizen. Een mythe (poëzie, 1953)
- Ongerĳmde rĳmen. Een blik in de speelkamer van muzen en poëten, waarin de muzen soms in haar hemd en de poëten op kousevoeten verschĳnen, en dientengevolge een sfeer van ongedwongen hartelĳkheid en hatelĳkheid heerst, welke geest en hart verfrist, en alle plechtigheid verjaagt uit vĳf eeuwen Nederlandse poëzie (bloemlezing, 1954)
- Religieuze poëzie der Nederlanden (bloemlezing, 1955)
- Een hemel op aarde (poëzie, Stols, 1955)
- De dag van morgen (poëzie, Stols, 1958)
- Met een bloem in de mond (poëzie, Corvey, 1959)
- Achter de rattenvanger (poëzie, Stols, 1959)
- EdeLman-Bedelman, gedichten 1945-1955 (poëzie, Stols/Barth, 1960)
- De regenboog, met tekeningen van Cees Bantzinger (poëzie, 1962)
- Dagboek van het concilie (proza, 1963)
- Uit het rijke Roomsche Leven, een documentaire over de jaren 1925-1935 (1963)
- Mens geworden (Hasselt, Heideland, 1963)
- Charles Eyck in Jeantes la Ville (1963)
- Langzaam vertrekken (1965)
- Het tweede Dagboek van het concilie (proza, 1965)
- Mooie vrede / een documentaire over Nederland in de jaren 1945-1950 (1966)
- Met Godfried Bomans: In de kou. Over hun Roomse jeugd en hoe het hun verder verging (1969), Bilthoven, Ambo.
- Schuinschrift. Satires, 1946-1971 (1971)
- Luns: 'ik herinner mij...'(1971)
- 'De mens leeft niet van bloot alleen'  (1971)
- Met Jan Roes: De kerk gaat uit. Familiealbum van een halve eeuw katholiek leven in Nederland (1973)
- Getuige in München / dagboek van de Olympische spelen (1973)
- Gedichten (1974)
- Een oogje op Engeland (1974)
- Het tweede schuinschrift (1974)
- Goede buren, verre vrienden / Vertaalde gedichten (1975)
- In het land der Belgen (1975)
- Paspoort / signalement van zijn werk (1976)
- Amerikaans dagboek (1976)
- Met Rie Eerdmans: 25 jaar Kunstenaarsmis in Ons' Lieve Heer op Solder, Amsterdam, 1952-1977; met tekeningen van Clemens Merkelbach van Enkhuizen (omslag) en Jan Bouman (middenpagina). Overveen, Hans Dijkman (proza, 1977).
- 'En af en toe een salvo'  (dagboekfragmenten, proza, 1978)
- Een foto uit Den Haag (rijmprent, 1979)
- Het jaar van de drie pausen (1979)
- Korte metten (poëzie,  1980)
- Juliette (1981)
- 'Maar...'  (proza, 1981)
- Godfried. Het leven van de jonge Bomans, 1913-1945 (proza, 1982)
- Brieven aan paus Johannes (proza, redactie, 1984)
- Uit de grond van ons hart. Open brieven aan paus Joannes Paulus II (proza, redactie, 1985)
- Onder dak zonder dak / flarden van een jeugd (proza, 1985)
- De geleerde man, met een illustratie van Willem Snitker (poëzie, 1986)
- Hier rijdt een domme buitenlander (1986)
- Buurmans gras / herinneringen aan Böll, Bomans en Van Duinkerken (proza, 1986)
- Vader en moeder (proza, 1987)
- Een traan op de wang. Herinneringen aan de Kerk (1988)
- God en omstreken (poëzie, 1988)
- Abdijen in de Lage Landen en de mensen die er wonen (1989)
- Zonen en dochters (proza, 1989)
- Mijnheer Gezelle. Biografie van een priester-dichter (proza, 1990)
- Vaderland (poëzie, 1991)
- 'Nu moet ik zijn geluk beschrijven' / kleine pelgrimages (1991)
- De man van Nazareth (1992)
- Een mooie afdronk / journalistiek uit 40 jaar (proza, 1992)
- Thijm de jongen / een eerste benadering (proza, 1992)
- De oevers bekennen kleur (verzamelde gedichten, 1994)
- Vader Thijm / Biografie van een koopman-schrijver (proza, 1995)
- Toegift in ernst en kortswijl (poëzie, 1995)
- 'Zo'n beetje wat ik voel'  (1997)
- Nieuws van God / Teksten bij de evangeliën (1997)
- Het Avontuur / Op Reis Gaan Om Thuis Te Komen (1998)
- 'Daarom mijnheer, noem ik mij katholiek.' Biografie van Anton van Duinkerken (proza, 2000)
- 'Waar ben ik?' / Kleine bespiegelingen van een nestor (proza, 2001)
- De klokkenluiders. Hervormingsbewegingen in de katholieke kerk (proza, 2002)
- Vreemdeling op doortocht / Een keuze uit zijn religieuze poëzie (2002)
- Engelbewaarder (gedichten, 2005)
- Engelbewaarder. 6 gedichten uit een cyclus (bibliofiele editie, met tekeningen van Willem Snitker. 2005).